# جایزه سزار برای بهترین فیلم خارجی
جایزه سزار برای بهترین فیلم خارجی (انگلیسی: César Award for Best Foreign Film) با حمایت فرانسه و کانادا، جایزه سالانه سزار (⎘ جوایز سزار) برای بهترین فیلم خارجی (زبان فرانسوی): César du meilleur film étranger) ارائه می‌کند. این لیست برندگان و نامزدهای این جایزه از دهه ۱۹۷۰ است.

## برندگان و نامزدها

### دهه ۱۹۷۰
| سال          | برنده و نامزدها                   | عنوان اصلی               | کشور                            | کارگردان       |
| ------------ | --------------------------------- | ------------------------ | ------------------------------- | -------------- |
| 1976 (اول)   | بوی خوش زن (فیلم ۱۹۷۴)            | Profumo di donna         | ایتالیا                         | دینوسی         |
| 1976 (اول)   | آگیره، خشم پروردگار               | Aguirre, der Zorn Gottes | آلمان غربی                      | ورنر هرتسوک    |
| 1976 (اول)   | فلوت سحرآمیز (فیلم ۱۹۷۵)          | Trollflöjten             | سوئد                            | اینگمار برگمان |
| 1976 (اول)   | نشویل (فیلم)                      | نشویل (فیلم)             | ایالات متحده آمریکا             | رابرت آلتمن    |
| 1977 (دومین) | همه ما همدیگر را خیلی دوست داشتیم | C'eravamo tanto amati    | ایتالیا                         | اتوره اسکولا   |
| 1977 (دومین) | بری لیندون                        | بری لیندون               | بریتانیا/ · ایالات متحده آمریکا | استنلی کوبریک  |
| 1977 (دومین) | دیوانه از قفس پرید                | دیوانه از قفس پرید       | ایالات متحده آمریکا             | میلوش فورمن    |
| 1977 (دومین) | پرورش کلاغ‌ها                      | Cría cuervos             | اسپانیا                         | کارلوس سائورا  |
| 1978 (سوم)   | [[یک روز] بخصوص (فیلم ۱۹۷۷)]]     | Una giornata particolare | ایتالیا                         | اتوره اسکولا   |
| 1978 (سوم)   | دوست آمریکایی                     | Der amerikanische Freund | آلمان غربی                      | ویم وندرس      |
| 1978 (سوم)   | آنی هال                           | آنی هال                  | ایالات متحده آمریکا             | وودی آلن       |
| 1978 (سوم)   | نان و شکلات                       | Pane e cioccolata        | ایتالیا                         | فرانکو بروزاتی |
| 1979 (چهارم) | درخت چوب سندل (فیلم)              | L'albero degli zoccoli   | ایتالیا                         | ارمانو اولمی   |
| 1979 (چهارم) | سونات پاییزی                      | Höstsonaten              | سوئد                            | اینگمار برگمان |
| 1979 (چهارم) | جولیا (فیلم ۱۹۷۷)                 | جولیا (فیلم ۱۹۷۷)        | ایالات متحده آمریکا             | فرد زینمان     |
| 1979 (چهارم) | یک عروسی                          | یک عروسی                 | ایالات متحده آمریکا             | رابرت آلتمن    |

### دهه ۱۹۸۰
| سال             | برنده و نامزدها                       | عنوان اصلی                            | کشور                            | کارگردان                |
| --------------- | ------------------------------------- | ------------------------------------- | ------------------------------- | ----------------------- |
| 1980 (پنجمین)   | ' منهتن (فیلم ۱۹۷۹)                   | ' منهتن (فیلم ۱۹۷۹)                   | ایالات متحده آمریکا             | وودی آلن                |
| 1980 (پنجمین)   | اینک آخرالزمان                        | اینک آخرالزمان                        | ایالات متحده آمریکا             | فرانسیس فورد کوپولا     |
| 1980 (پنجمین)   | مو (فیلم)                             | مو (فیلم)                             | ایالات متحده آمریکا             | میلوش فورمن             |
| 1980 (پنجمین)   | طبل حلبی (فیلم)                       | Die Blechtrommel                      | الگو:Country data غرب آلمان     | فولکر شلوندورف          |
| 1981 (ششم)      | کاگه‌موشا                              | 影武者 / Kagemusha                    | ژاپن                            | آکیرا کوروساوا          |
| 1981 (ششم)      | شهرت (فیلم ۱۹۸۰)                      | شهرت (فیلم ۱۹۸۰)                      | ایالات متحده آمریکا             | آلن پارکر               |
| 1981 (ششم)      | کریمر علیه کریمر                      | کریمر علیه کریمر                      | ایالات متحده آمریکا             | رابرت بنتون             |
| 1981 (ششم)      | رز (فیلم ۱۹۷۹)                        | رز (فیلم ۱۹۷۹)                        | ایالات متحده آمریکا             | مارک رایدل              |
| 1982 (هفتم)     | ' مرد فیلنما (فیلم)                   | ' مرد فیلنما (فیلم)                   | بریتانیا/ · ایالات متحده آمریکا | دیوید لینچ              |
| 1982 (هفتم)     | دایره فریب                            | Die Fälschung                         | آلمان غربی                      | فولکر شلوندورف          |
| 1982 (هفتم)     | مهاجمان صندوق گمشده                   | مهاجمان صندوق گمشده                   | ایالات متحده آمریکا             | استیون اسپیلبرگ         |
| 1982 (هفتم)     | مرد آهنین (فیلم ۱۹۸۱)                 | Człowiek z żelaza                     | لهستان                          | آندری وایدا             |
| 1983 (هشتم)     | ' ویکتور ویکتوریا                     | ' ویکتور ویکتوریا                     | بریتانیا/ · ایالات متحده آمریکا | بلیک ادواردز            |
| 1983 (هشتم)     | ئی.تی. موجود فرازمینی                 | ئی.تی. موجود فرازمینی                 | ایالات متحده آمریکا             | استیون اسپیلبرگ         |
| 1983 (هشتم)     | زن فرانسوی                            | زن فرانسوی                            | بریتانیا                        | کارل رایس               |
| 1983 (هشتم)     | راه (فیلم ۱۹۸۲)                       | Yol                                   | ترکیه                           | شریف گورن و ییلماز گونی |
| 1984 (نهم)      | فانی و الکساندر                       | فانی اوچ Alexander                    | سوئد                            | اینگمار برگمان          |
| 1984 (نهم)      | کارمن (فیلم ۱۹۸۳)                     | کارمن (فیلم ۱۹۸۳)                     | اسپانیا                         | کارلوس سائورا           |
| 1984 (نهم)      | خدایان باید دیوانه شوند               | خدایان باید دیوانه شوند               | آفریقای جنوبی                   | جیمی آیس                |
| 1984 (نهم)      | توتسی (فیلم)                          | توتسی (فیلم)                          | ایالات متحده آمریکا             | سیدنی پولاک             |
| 1985 (دهم)      | ' آمادئوس (فیلم)                      | ' آمادئوس (فیلم)                      | ایالات متحده آمریکا             | میلوش فورمن             |
| 1985 (دهم)      | گری‌ستوک: افسانه تارزان، ارباب گوریل‌ها | گری‌ستوک: افسانه تارزان، ارباب گوریل‌ها | بریتانیا/ · ایالات متحده آمریکا | هیو هادسن               |
| 1985 (دهم)      | عاشقان ماریا                          | عاشقان ماریا                          | ایالات متحده آمریکا             | آندری کونچالوفسکی       |
| 1985 (دهم)      | پاریس، تگزاس (فیلم)                   | پاریس، تگزاس (فیلم)                   | آلمان غربی                      | ویم وندرس               |
| 1986 (یازدهم)   | ' 'رز ارغوانی قاهره                   | ' 'رز ارغوانی قاهره                   | ایالات متحده آمریکا             | وودی آلن                |
| 1986 (یازدهم)   | ناامیدانه در جستجوی سوزان             | ناامیدانه در جستجوی سوزان             | ایالات متحده آمریکا             | سوزان سایدلمن           |
| 1986 (یازدهم)   | میدان‌های کشتار (فیلم)                 | میدان‌های کشتار (فیلم)                 | بریتانیا                        | رولند جافه              |
| 1986 (یازدهم)   | آشوب (فیلم ۱۹۸۵)                      | 乱                                    | ژاپن                            | آکیرا کوروساوا          |
| 1986 (یازدهم)   | سال اژدها                             | سال اژدها                             | ایالات متحده آمریکا             | مایکل چیمینو            |
| 1987 (دوازدهم)  | نام گل سرخ (فیلم ۱۹۸۶)                | Il nome della rosa                    | ایتالیا/ · آلمان غربی           | ژان-ژاک آنو             |
| 1987 (دوازدهم)  | پس از ساعات اداری                     | پس از ساعات اداری                     | ایالات متحده آمریکا             | مارتین اسکورسیزی        |
| 1987 (دوازدهم)  | هانا و خواهرانش                       | هانا و خواهرانش                       | ایالات متحده آمریکا             | وودی آلن                |
| 1987 (دوازدهم)  | مأموریت (فیلم ۱۹۸۶)                   | مأموریت (فیلم ۱۹۸۶)                   | بریتانیا                        | رولند جافه              |
| 1987 (دوازدهم)  | خارج از آفریقا (فیلم)                 | خارج از آفریقا (فیلم)                 | ایالات متحده آمریکا             | سیدنی پولاک             |
| 1988 (سیزدهمین) | ' 'آخرین امپراتور                     | ' 'آخرین امپراتور                     | بریتانیا/ · ایتالیا/ · چین      | برناردو برتولوچی        |
| 1988 (سیزدهمین) | چشمان سیاه (فیلم ۱۹۸۷)                | Oci ciornie                           | ایتالیا/ · اتحاد جماهیر شوروی   | نیکیتا میخالکف          |
| 1988 (سیزدهمین) | مصاحبه (فیلم ۱۹۸۷)                    | مصاحبه (فیلم ۱۹۸۷)                    | ایتالیا                         | فدریکو فلینی            |
| 1988 (سیزدهمین) | تسخیرناپذیران                         | تسخیرناپذیران                         | ایالات متحده آمریکا             | برایان دی پالما         |
| 1988 (سیزدهمین) | زیر آسمان برلین                       | Der Himmel über Berlin                | آلمان غربی                      | ویم وندرس               |
| 1989 (چهاردهمین | کافه بغداد                            | خارج از Rosenheim                     | آلمان غربی                      | پرسی آدلون              |
| 1989 (چهاردهمین | پرنده (فیلم ۱۹۸۸)                     | پرنده (فیلم ۱۹۸۸)                     | ایالات متحده آمریکا             | کلینت ایستوود           |
| 1989 (چهاردهمین | سلام بمبئی (فیلم ۱۹۸۸)\|सलाम बॉम्बे       | هند                                   | میرا نایر                       |                         |
| 1989 (چهاردهمین | چه کسی برای راجر رابیت پاپوش دوخت؟    | چه کسی برای راجر رابیت پاپوش دوخت؟    | ایالات متحده آمریکا             | رابرت زمکیس             |

### دهه ۱۹۹۰
| سال                 | برنده و نامزدها                | عنوان اصلی                      | کشور                            | کارگردان                      |
| ------------------- | ------------------------------ | ------------------------------- | ------------------------------- | ----------------------------- |
| 1990 (پانزدهمین)    | ' 'روابط خطرناک                | ' 'روابط خطرناک                 | ایالات متحده آمریکا             | استیون فریرز                  |
| 1990 (پانزدهمین)    | سینما پارادیزو                 | Nuovo cinema Paradiso           | ایتالیا                         | جوزپه تورناتوره               |
| 1990 (پانزدهمین)    | مرد بارانی (فیلم ۱۹۸۸)         | مرد بارانی (فیلم ۱۹۸۸)          | ایالات متحده آمریکا             | بری لوینسون                   |
| 1990 (پانزدهمین)    | سکس، دروغ‌ها و نوار ویدئویی     | سکس، دروغ‌ها و نوار ویدئویی      | ایالات متحده آمریکا             | استیون سودربرگ                |
| 1990 (پانزدهمین)    | دوران کولی‌ها                   | Dom za vešanje / Dom za vešanje | جمهوری فدرال سوسیالیست یوگسلاوی | امیر کوستوریتسا               |
| 1991 (شانزدهمین)    | ' 'انجمن شاعران مرده           | ' 'انجمن شاعران مرده            | ایالات متحده آمریکا             | پیتر ویر                      |
| 1991 (شانزدهمین)    | رفقای خوب                      | رفقای خوب                       | ایالات متحده آمریکا             | مارتین اسکورسیزی              |
| 1991 (شانزدهمین)    | زن زیبا                        | زن زیبا                         | ایالات متحده آمریکا             | گری مارشال                    |
| 1991 (شانزدهمین)    | Taxi Blues                     | Taxi-blyuz / Taksi-Blyuz        | اتحاد جماهیر شوروی              | پاول لونگین                   |
| 1991 (شانزدهمین)    | منو ببند!                      | ¡Átame!                         | اسپانیا                         | پدرو آلمودوار                 |
| 1992 (هفدهمین)      | توتوی قهرمان                   | Toto le héros                   | بلژیک/ · فرانسه/ · آلمان        | ژاکو فان دورمال               |
| 1992 (هفدهمین)      | آلیس (فیلم ۱۹۹۰)               | آلیس (فیلم ۱۹۹۰)                | ایالات متحده آمریکا             | وودی آلن                      |
| 1992 (هفدهمین)      | نزدیک بهشت (فیلم)              | У́рга — территория любви         | اتحاد جماهیر شوروی              | نیکیتا میخالکوف               |
| 1992 (هفدهمین)      | رقصنده با گرگ‌ها                | رقصنده با گرگ‌ها                 | ایالات متحده آمریکا             | کوین کاستنر                   |
| 1992 (هفدهمین)      | سکوت بره‌ها (فیلم)              | سکوت بره‌ها (فیلم)               | ایالات متحده آمریکا             | جاناتان دمی                   |
| 1992 (هفدهمین)      | تلما و لوییز                   | تلما و لوییز                    | ایالات متحده آمریکا             | ریدلی اسکات]                  |
| 1993 (هجدهم)        | کفش پاشنه‌بلند (فیلم ۱۹۹۱)      | Tacones lejanos                 | اسپانیا                         | پدرو آلمودوار                 |
| 1993 (هجدهم)        | هواردز اند (فیلم)              | هواردز اند (فیلم)               | بریتانیا                        | جیمز آیووری                   |
| 1993 (هجدهم)        | زن و شوهرها                    | زن و شوهرها                     | ایالات متحده آمریکا             | وودی آلن                      |
| 1993 (هجدهم)        | عاشق (فیلم ۱۹۹۲)               | L'amant                         | فرانسه/ · بریتانیا              | [ [ژان-ژاک آنو]]              |
| 1993 (هجدهم)        | بازیگر (فیلم ۱۹۹۲)             | بازیگر (فیلم ۱۹۹۲)              | ایالات متحده آمریکا             | رابرت آلتمن                   |
| 1994 (نوزدهمین)     | پیانو (فیلم)                   | پیانو (فیلم)                    | نیوزیلند/ · استرالیا            | جین کمپیون                    |
| 1994 (نوزدهمین)     | بدرود همخوابه من (فیلم)        | 霸王別姬 / Ba wang bie ji       | چین/ · هنگ کنگ                  | چن کایگه                      |
| 1994 (نوزدهمین)     | معمای قتل منهتن                | معمای قتل منهتن                 | ایالات متحده آمریکا             | وودی آلن                      |
| 1994 (نوزدهمین)     | سنگ‌باران                       | سنگ‌باران                        | بریتانیا                        | کن لوچ                        |
| 1994 (نوزدهمین)     | The Snapper                    | The Snapper                     | جمهوری ایرلند/ · بریتانیا       | [ [استیون فریرز]]             |
| 1995 (بیستم)        | ' 'چهار عروسی و یک تشییع جنازه | ' 'چهار عروسی و یک تشییع جنازه  | بریتانیا                        | مایک نیول (کارگردان)          |
| 1995 (بیستم)        | خاطرات عزیز                    | Caro diario                     | ایتالیا                         | نانی مورتی                    |
| 1995 (بیستم)        | داستان عامه‌پسند                | داستان عامه‌پسند                 | ایالات متحده آمریکا             | کوئنتین تارانتینو             |
| 1995 (بیستم)        | فهرست شیندلر                   | فهرست شیندلر                    | ایالات متحده آمریکا             | استیون اسپیلبرگ               |
| 1995 (بیستم)        | برش‌های کوتاه                   | برش‌های کوتاه                    | ایالات متحده آمریکا             | رابرت آلتمن                   |
| 1996 (بیست و یکم)   | زمین و آزادی                   | زمین و آزادی                    | بریتانیا                        | کن لوچ                        |
| 1996 (بیست و یکم)   | پل‌های مدیسون کانتی (فیلم)      | پل‌های مدیسون کانتی (فیلم)       | ایالات متحده آمریکا             | کلینت ایستوود                 |
| 1996 (بیست و یکم)   | دود (فیلم)                     | دود (فیلم)                      | ایالات متحده آمریکا             | پل استر و وین وانگ            |
| 1996 (بیست و یکم)   | زیرزمین (فیلم ۱۹۹۵)            | Podzemlje / Podzemlje           | جمهوری فدرال یوگسلاوی           | امیر کوستوریتسا               |
| 1996 (بیست و یکم)   | مظنونین همیشگی                 | مظنونین همیشگی                  | ایالات متحده آمریکا             | برایان سینگر                  |
| 1997 (۲۲)           | ' 'شکستن امواج                 | ' 'شکستن امواج                  | دانمارک/ · بریتانیا             | لارس فون تریه                 |
| 1997 (۲۲)           | فارگو (فیلم)                   | فارگو (فیلم)                    | ایالات متحده آمریکا             | برادران کوئن                  |
| 1997 (۲۲)           | پیمان (فیلم ۱۹۹۶)              | La promesse                     | بلژیک                           | برادران داردن و برادران داردن |
| 1997 (۲۲)           | رازها و دروغ‌ها                 | رازها و دروغ‌ها                  | بریتانیا                        | مایک لی                       |
| 1997 (۲۲)           | ایل پوستینو: پستچی             | Il postino                      | ایتالیا                         | مایکل ردفورد                  |
| 1998 (بیست و سومین) | ' ناامیدی (فیلم)               | ' ناامیدی (فیلم)                | بریتانیا                        | مارک هرمن                     |
| 1998 (بیست و سومین) | بیمار انگلیسی (فیلم)           | بیمار انگلیسی (فیلم)            | ایالات متحده آمریکا/ · بریتانیا | آنتونی مینگلا                 |
| 1998 (بیست و سومین) | همه می‌گویند دوستت دارم         | همه می‌گویند دوستت دارم          | ایالات متحده آمریکا             | وودی آلن                      |
| 1998 (بیست و سومین) | آتش‌بازی (فیلم ۱۹۹۷)            | はなび                          | ژاپن                            | تاکشی کیتانو                  |
| 1998 (بیست و سومین) | فول مانتی                      | فول مانتی                       | بریتانیا                        | پیتر کاتانیو                  |
| 1999 (24th)         | زندگی زیباست (فیلم ۱۹۹۷)       | La vita è bella                 | ایتالیا                         | روبرتو بنینی                  |
| 1999 (24th)         | جشن (فیلم ۱۹۹۸)                | Festen                          | دانمارک                         | توماس وینتربرگ                |
| 1999 (24th)         | ایستگاه مرکزی (فیلم)           | Central do Brasil               | برزیل                           | والتر سالس                    |
| 1999 (24th)         | نجات سرباز رایان               | نجات سرباز رایان                | ایالات متحده آمریکا             | استیون اسپیلبرگ               |
| 1999 (24th)         | تایتانیک (فیلم ۱۹۹۷)           | تایتانیک (فیلم ۱۹۹۷)            | ایالات متحده آمریکا             | جیمز کامرون                   |

### 2000s
| سال                 | برنده و نامزدها            | عنوان اصلی                                       | کشور                            | کارگردان                                  |
| ------------------- | -------------------------- | ------------------------------------------------ | ------------------------------- | ----------------------------------------- |
| 2000 (۲۵)           | همه چیز درباره مادرم       | Todo sobre mi madre                              | اسپانیا                         | پدرو آلمودوار                             |
| 2000 (۲۵)           | جان مالکوویچ بودن          | جان مالکوویچ بودن                                | ایالات متحده آمریکا             | اسپایک جونز                               |
| 2000 (۲۵)           | چشمان کاملاً بسته           | چشمان کاملاً بسته                                 | ایالات متحده آمریکا/ · بریتانیا | استنلی کوبریک                             |
| 2000 (۲۵)           | گوست داگ: سلوک سامورایی    | گوست داگ: سلوک سامورایی                          | ایالات متحده آمریکا             | جیم جارموش                                |
| 2000 (۲۵)           | خط باریک سرخ (فیلم ۱۹۹۸)   | خط باریک سرخ (فیلم ۱۹۹۸)                         | ایالات متحده آمریکا             | ترنس مالیک                                |
| 2001 (بیست و ششمین) | در حال‌وهوای عشق            | 花樣年華 / فا یئونگ نین wa                       | هنگ کنگ                         | وونگ کار وای                              |
| 2001 (بیست و ششمین) | زیبای آمریکایی (فیلم ۱۹۹۹) | زیبای آمریکایی (فیلم ۱۹۹۹)                       | ایالات متحده آمریکا             | سم مندس                                   |
| 2001 (بیست و ششمین) | بیلی الیوت                 | بیلی الیوت                                       | بریتانیا                        | استیون دالدری                             |
| 2001 (بیست و ششمین) | رقصنده در تاریکی           | رقصنده در تاریکی                                 | دانمارک                         | لارس فون تریه                             |
| 2001 (بیست و ششمین) | یی یی                      | یی یی                                            | تایوان                          | ادوارد یانگ                               |
| 2002 (۲۷)           | ' 'جاده ماله‌الند (فیلم)    | ' 'جاده ماله‌الند (فیلم)                          | ایالات متحده آمریکا             | دیوید لینچ                                |
| 2002 (۲۷)           | مردی که آنجا نبود          | مردی که آنجا نبود                                | ایالات متحده آمریکا             | برادران کوئن                              |
| 2002 (۲۷)           | مولن روژ!                  | مولن روژ!                                        | استرالیا                        | باز لورمن                                 |
| 2002 (۲۷)           | اتاق پسر                   | La stanza del figlio                             | ایتالیا                         | نانی مورتی                                |
| 2002 (۲۷)           | قاچاق (فیلم ۲۰۰۰)          | قاچاق (فیلم ۲۰۰۰)                                | ایالات متحده آمریکا             | استیون سودربرگ                            |
| 2003 (بیست و هشتم)  | ' 'بولینگ برای کلمباین     | ' 'بولینگ برای کلمباین                           | ایالات متحده آمریکا             | مایکل مور                                 |
| 2003 (بیست و هشتم)  | گزارش اقلیت (فیلم)         | گزارش اقلیت (فیلم)                               | ایالات متحده آمریکا             | استیون اسپیلبرگ                           |
| 2003 (بیست و هشتم)  | یازده یار اوشن             | یازده یار اوشن                                   | ایالات متحده آمریکا             | استیون سودربرگ                            |
| 2003 (بیست و هشتم)  | وسواسی (فیلم)              | 취화선 / Chi-hwa-seon                            | کرهٔ جنوبی                       | ایم کوان تک                               |
| 2003 (بیست و هشتم)  | شهر اشباح                  | 千と千尋の神隠し / Sen to Chihiro no kamikakushi | ژاپن                            | هایائو میازاکی                            |
| 2004 (بیست و نهمین) | ' 'رودخانه مرموز           | ' 'رودخانه مرموز                                 | ایالات متحده آمریکا             | کلینت ایستوود                             |
| 2004 (بیست و نهمین) | فیل (فیلم ۲۰۰۳)            | فیل (فیلم ۲۰۰۳)                                  | ایالات متحده آمریکا             | گاس ون سنت                                |
| 2004 (بیست و نهمین) | دارودسته‌های نیویورکی       | دارودسته‌های نیویورکی                             | ایالات متحده آمریکا             | مارتین اسکورسیزی                          |
| 2004 (بیست و نهمین) | ساعت‌ها (فیلم ۲۰۰۲)         | ساعت‌ها (فیلم ۲۰۰۲)                               | ایالات متحده آمریکا/ · بریتانیا | استیون دالدری                             |
| 2004 (بیست و نهمین) | بازگشت (فیلم ۲۰۰۳)         | Возвращение / Vozvrashcheniye                    | روسیه                           | آندری زویاگینتسف                          |
| 2005 (۳۰ام)         | گم شده در ترجمه            | گم شده در ترجمه                                  | ایالات متحده آمریکا             | سوفیا کوپولا                              |
| 2005 (۳۰ام)         | ۲۱ گرم                     | ۲۱ گرم                                           | ایالات متحده آمریکا             | الخاندرو گونسالس اینیاریتو                |
| 2005 (۳۰ام)         | آفتاب ابدی یک ذهن پاک      | آفتاب ابدی یک ذهن پاک                            | ایالات متحده آمریکا             | میشل گوندری                               |
| 2005 (۳۰ام)         | فارنهایت ۹/۱۱              | فارنهایت ۹/۱۱                                    | ایالات متحده آمریکا             | مایکل مور                                 |
| 2005 (۳۰ام)         | خاطرات موتورسیکلت (فیلم)   | Diarios de motocicleta                           | آرژانتین/ · برزیل               | والتر سالس                                |
| 2006 (۳۱ام)         | ' 'محبوب میلیون دلاری      | ' 'محبوب میلیون دلاری                            | ایالات متحده آمریکا             | کلینت ایستوود                             |
| 2006 (۳۱ام)         | سابقه خشونت                | سابقه خشونت                                      | ایالات متحده آمریکا             | دیوید کراننبرگ                            |
| 2006 (۳۱ام)         | امتیاز نهایی               | امتیاز نهایی                                     | بریتانیا/ · ایالات متحده آمریکا | وودی آلن                                  |
| 2006 (۳۱ام)         | دریای درون                 | Mar adentro                                      | اسپانیا                         | آلخاندرو آمنابار                          |
| 2006 (۳۱ام)         | Walk on Water              | ללכת על המים / Lalekhet Al HaMayim               | اسرائیل                         | ایتان فاکس                                |
| 2007 (۳۲ام)         | ' میس سان‌شاین کوچولو       | ' میس سان‌شاین کوچولو                             | ایالات متحده آمریکا             | جاناتان دیتون و جاناتان دیتون و ولری فارس |
| 2007 (۳۲ام)         | بابل (فیلم ۲۰۰۶ آمریکایی)  | بابل (فیلم ۲۰۰۶ آمریکایی)                        | ایالات متحده آمریکا/ · مکزیک    | الخاندرو گونسالس اینیاریتو                |
| 2007 (۳۲ام)         | کوهستان بروکبک             | کوهستان بروکبک                                   | ایالات متحده آمریکا             | انگ لی                                    |
| 2007 (۳۲ام)         | ملکه (فیلم ۲۰۰۶)           | ملکه (فیلم ۲۰۰۶)                                 | بریتانیا                        | استیون فریرز                              |
| 2007 (۳۲ام)         | بازگشت (فیلم ۲۰۰۶)         | بازگشت (فیلم ۲۰۰۶)                               | اسپانیا                         | پدرو آلمودوار                             |
| 2008 (سی و سومین)   | زندگی دیگران               | Das Leben der Anderen                            | آلمان                           | فلوریان هنکل فون دونرسمارک                |
| 2008 (سی و سومین)   | چهار ماه، سه هفته و دو روز | 4 luni, 3 săptămâni şi 2 zile                    | رومانی                          | کریستیان مونجیو                           |
| 2008 (سی و سومین)   | قول‌های شرقی                | قول‌های شرقی                                      | بریتانیا/ · کانادا              | دیوید کران‌برگ                             |
| 2008 (سی و سومین)   | لبه بهشت                   | Auf der anderen Seite                            | آلمان/ · ترکیه                  | [[فاتح] آکین]]                            |
| 2008 (سی و سومین)   | شب مال ماست (فیلم)         | شب مال ماست (فیلم)                               | ایالات متحده آمریکا             | جیمز گری (کارگردان)                       |
| 2009 (سی و چهارم)   | والس با بشیر               | ואלס עם באשיר / Vals Im Bashir                   | اسرائیل                         | آری فولمن                                 |
| 2009 (سی و چهارم)   | الدورادو (فیلم ۲۰۰۸)       | الدورادو (فیلم ۲۰۰۸)                             | بلژیک/ · فرانسه                 | بولی لنر                                  |
| 2009 (سی و چهارم)   | گومورا (فیلم)              | Gomorra                                          | ایتالیا                         | ماتئو گارونه                              |
| 2009 (سی و چهارم)   | به‌سوی طبیعت وحشی           | به‌سوی طبیعت وحشی                                 | ایالات متحده آمریکا             | شان پن                                    |
| 2009 (سی و چهارم)   | سکوت لورنا                 | Le silence de Lorna                              | بلژیک                           | برادران داردن و برادران داردن             |
| 2009 (سی و چهارم)   | خون به پا خواهد شد         | خون به پا خواهد شد                               | ایالات متحده آمریکا             | پل توماس اندرسن                           |
| 2009 (سی و چهارم)   | دو عاشق                    | دو عاشق                                          | ایالات متحده آمریکا             | جیمز گری (کارگردان)                       |

### سال ۲۰۱۰
| سال                              | برنده و نامزدها                        | عنوان اصلی                                     | کشور                                       | کارگردان                        |
| -------------------------------- | -------------------------------------- | ---------------------------------------------- | ------------------------------------------ | ------------------------------- |
| 2010 (۳۵امین)                    | گرن تورینو                             | گرن تورینو                                     | ایالات متحده آمریکا                        | کلینت ایستوود                   |
| 2010 (۳۵امین)                    | آواتار (فیلم ۲۰۰۹)                     | آواتار (فیلم ۲۰۰۹)                             | ایالات متحده آمریکا                        | جیمز کامرون                     |
| 2010 (۳۵امین)                    | میلک (فیلم)                            | میلک (فیلم)                                    | ایالات متحده آمریکا                        | گاس ون سنت                      |
| 2010 (۳۵امین)                    | من مادرم را کشتم                       | J'ai tué ma mère                               | کانادا                                     | زاویه دولان                     |
| 2010 (۳۵امین)                    | شهری به نام هراس                       | دهکده پانیکو"                                  | بلژیک/ · فرانسه                            | Stéphane Aubier و Vincent Patar |
| 2010 (۳۵امین)                    | روبان سفید (فیلم)                      | Das weiße Band, Eine deutsche Kindergeschichte | آلمان/ · اتریش }                           | میشائل هانکه                    |
| 2010 (۳۵امین)                    | میلیونر زاغه‌نشین                       | میلیونر زاغه‌نشین                               | بریتانیا                                   | دنی بویل                        |
| 2011 (۳۶امین)                    | شبکه اجتماعی (فیلم)                    | شبکه اجتماعی (فیلم)                            | ایالات متحده آمریکا                        | دیوید فینچر                     |
| 2011 (۳۶امین)                    | ستاره فروزان (فیلم)                    | ستاره فروزان (فیلم)                            | بریتانیا/ · استرالیا                       | جین کمپیون                      |
| 2011 (۳۶امین)                    | تپش‌های قلب (فیلم)                      | Les amours imaginaires                         | کانادا                                     | زاویه دولان                     |
| 2011 (۳۶امین)                    | غیرقانونی                              | غیرقانونی                                      | بلژیک/ · فرانسه                            | اولیویه ماست-دپس                |
| 2011 (۳۶امین)                    | تلقین (فیلم)                           | تلقین (فیلم)                                   | ایالات متحده آمریکا/ · بریتانیا            | کریستوفر نولان                  |
| 2011 (۳۶امین)                    | شکست‌ناپذیر (فیلم ۲۰۰۹ ایستوود)         | شکست‌ناپذیر (فیلم ۲۰۰۹ ایستوود)                 | ایالات متحده آمریکا · آفریقای جنوبی        | کلینت ایستوود                   |
| 2011 (۳۶امین)                    | راز چشمان آن‌ها                         | El secreto de sus ojos                         | آرژانتین                                   | خوان خوزه کامپانلا              |
| 2012 (۳۷ام)                      | جدایی نادر از سیمین                    | جدایی نادر از سیمین / Jodaí-e Nadér az Simín   | ایران                                      | اصغر فرهادی                     |
| 2012 (۳۷ام)                      | قوی سیاه (فیلم ۲۰۱۰)                   | قوی سیاه (فیلم ۲۰۱۰)                           | ایالات متحده آمریکا                        | دارن آرونوفسکی                  |
| 2012 (۳۷ام)                      | رانندگی (فیلم ۲۰۱۱)                    | رانندگی (فیلم ۲۰۱۱)                            | ایالات متحده آمریکا                        | نیکلاس ویندینگ رفن              |
| 2012 (۳۷ام)                      | ویران‌شده                               | ویران‌شده                                       | کانادا                                     | دنی ویلنوو                      |
| 2012 (۳۷ام)                      | مالیخولیا (فیلم ۲۰۱۱)                  | مالیخولیا (فیلم ۲۰۱۱)                          | دانمارک                                    | لارس فون تریه                   |
| 2012 (۳۷ام)                      | پسری با دوچرخه                         | Le gamin au vélo                               | بلژیک                                      | برادران داردن و برادران دارد    |
| 2012 (۳۷ام)                      | سخنرانی پادشاه                         | سخنرانی پادشاه                                 | بریتانیا/ · استرالیا                       | تام هوپر                        |
| 2013 (۳۸)                        | آرگو (فیلم ۲۰۱۲)                       | آرگو (فیلم ۲۰۱۲)                               | ایالات متحده آمریکا                        | بن افلک                         |
| 2013 (۳۸)                        | کله‌شق (فیلم)                           | Rundskop                                       | بلژیک                                      | میخائل روسکام                   |
| 2013 (۳۸)                        | به‌هرحال لارنس                          | به‌هرحال لارنس                                  | کانادا                                     | زاویه دولان                     |
| 2013 (۳۸)                        | اسلو، ۳۱ آگوست                         | اسلو، ۳۱. آگوست                                | نروژ                                       | یواکیم تری‌یر                    |
| 2013 (۳۸)                        | سهم فرشتگان                            | سهم فرشتگان                                    | بریتانیا                                   | کن لوچ                          |
| 2013 (۳۸)                        | یک رابطه سلطنتی                        | En kongelig affære                             | دانمارک                                    | نیکلای آرسل                     |
| 2013 (۳۸)                        | فرزندان ما                             | À perdre la raison                             | بلژیک/ · فرانسه                            | ژواکیم لافوس                    |
| 2014 (۳۹امین)                    | حلقه فروپاشی شکسته                     | حلقه فروپاشی شکسته                             | بلژیک                                      | فیلیکس ون گرینگن                |
| 2014 (۳۹امین)                    | جاسمین غمگین                           | جاسمین غمگین                                   | ایالات متحده آمریکا                        | وودی آلن                        |
| 2014 (۳۹امین)                    | سفید برفی (فیلم ۲۰۱۲)                  | سفید برفی (فیلم ۲۰۱۲)                          | اسپانیا                                    | پابلو برگر                      |
| 2014 (۳۹امین)                    | حرف زدن مرده                           | حرف زدن مرده                                   | بلژیک/ · فرانسه                            | پاتریک ریدره‌مون                 |
| 2014 (۳۹امین)                    | جنگوی زنجیرگسته                        | جنگوی زنجیرگسته                                | ایالات متحده آمریکا                        | کوئنتین تارانتینو               |
| 2014 (۳۹امین)                    | جاذبه (فیلم)                           | جاذبه (فیلم)                                   | ایالات متحده آمریکا/ · بریتانیا            | آلفونسو کوارون                  |
| 2014 (۳۹امین)                    | زیبایی بزرگ                            | La grande bellezza                             | ایتالیا                                    | پائولو سورنتینو                 |
| 2015 (چهلمین)                    | مامان (فیلم)                           | مامان (فیلم)                                   | کانادا                                     | زاویه دولان                     |
| 2015 (چهلمین)                    | پسرانگی                                | پسرانگی                                        | ایالات متحده آمریکا                        | ریچارد لینکلیتر                 |
| 2015 (چهلمین)                    | ۱۲ سال بردگی                           | ۱۲ سال بردگی                                   | ایالات متحده آمریکا/ · بریتانیا            | استیو مک‌کوئین (کارگردان) )      |
| 2015 (چهلمین)                    | دو روز، یک شب                          | Deux jours, une nuit                           | \|برادران داردن                            |                                 |
| 2015 (چهلمین)                    | خواب زمستانی (فیلم ۲۰۱۴)               | Kış Uykusu                                     | ترکیه                                      | نوری بیلگه جیلان                |
| 2015 (چهلمین)                    | ایدا (فیلم ۲۰۱۳)                       | ایدا (فیلم ۲۰۱۳)                               | لهستان                                     | پاوئو پاولیکوفسکی               |
| 2015 (چهلمین)                    | هتل بزرگ بوداپست                       | هتل بزرگ بوداپست                               | ایالات متحده آمریکا                        | وس اندرسن                       |
| 2016 (چهل و یکمین)               |                                        |                                                |                                            |                                 |
| بردمن (فیلم)                     | بردمن (فیلم)                           | ایالات متحده آمریکا                            | الخاندرو گونسالس اینیاریتو                 |                                 |
| پسر شائول                        | Saul fia                               | مجارستان                                       | لاسلو نمش                                  |                                 |
| من مرده‌ام اما دوستان دارم        | Je suis mort mais j'ai des amis        | بلژیک/ · الگو:پرچم- کشور                       | Guillaume Malandrin and Stéphane Malandrin |                                 |
| مادر من (فیلم)                   | مادر من (فیلم)                         | ایتالیا                                        | نانی مورتی                                 |                                 |
| تاکسی (فیلم ۱۳۹۳)                | تاکسی / Taxi                           | ایران                                          | جعفر پناهی                                 |                                 |
| عهد کاملاً جدید                   | Le Tout Nouveau Testament              | بلژیک/ · فرانسه                                | ژاکو فان دورمال                            |                                 |
| جوانی (فیلم ۲۰۱۵)                | Youth - La giovinezza                  | ایتالیا/ · بریتانیا                            | پائولو سورنتینو                            |                                 |
| 2017 (چهل و دومین دوره)          |                                        |                                                |                                            |                                 |
| اینجانب، دانیل بلیک              | اینجانب، دانیل بلیک                    | بریتانیا                                       | کن لوچ                                     |                                 |
| آکواریوس (فیلم)                  | آکواریوس (فیلم)                        | برزیل                                          | کلبر مندونسا فیلیو                         |                                 |
| فارغ‌التحصیلی (فیلم)              | Bacalaureat                            | رومانی                                         | کریستیان مونجیو                            |                                 |
| دختر گمنام                       | La Fille inconnue                      | بلژیک/ · فرانسه                                | برادران دارد                               |                                 |
| اینجا ته دنیاست                  | Juste la fin du monde                  | کانادا/ · فرانسه                               | زاویه دولان                                |                                 |
| منچستر بای د سی                  | منچستر بای د سی                        | ایالات متحده آمریکا                            | کنت لونرگان                                |                                 |
| تونی اردمان                      | تونی اردمان                            | آلمان/ · اتریش                                 | مارن آده                                   |                                 |
| 2018 (چهل و سومین)               |                                        |                                                |                                            |                                 |
| بی‌عشق (فیلم ۲۰۱۷)                | Nelyubov / Nelyubov                    | روسیه                                          | آندری زویاگینتسف                           |                                 |
| حادثه نیل هیلتون                 | حادث النیل هیلتون / حدیث النیل ایلیتون | سوئد/ · مصر                                    | طارق صالح                                  |                                 |
| دانکرک (فیلم ۲۰۱۷)               | دانکرک (فیلم ۲۰۱۷)                     | بریتانیا/ · ایالات متحده آمریکا                | کریستوفر نولان                             |                                 |
| لا لا لند                        | لا لا لند                              | ایالات متحده آمریکا                            | دیمین شزل                                  |                                 |
| مربع (فیلم ۲۰۱۷)                 | مربع (فیلم ۲۰۱۷)                       | سوئد                                           | روبن اوستلوند                              |                                 |
| یک جشن عروسی                     | Noces                                  | بلژیک · فرانسه · پاکستان                       | استفان استرکر                              |                                 |
| 2019 (چهل و چهارمین)             |                                        |                                                |                                            |                                 |
| فروشگاه دزدان                    | 万引き家族 / Manbiki Kazoku            | ژاپن                                           | هیروکازو کورئیدا                           |                                 |
| دختر (فیلم ۲۰۱۸)                 | دختر (فیلم ۲۰۱۸)                       | بلژیک                                          | لوکاس دونت                                 |                                 |
| سه بیلبورد خارج از ابینگ، میزوری | سه بیلبورد خارج از ابینگ، میزوری       | ایالات متحده آمریکا/ · بریتانیا                | مارتین مکدونا                              |                                 |
| جنگ سرد (فیلم ۲۰۱۸)              | Zimna wojna                            | لهستان/ · فرانسه                               | پاوئو پاولیکوفسکی                          |                                 |
| مبارزه‌های ما                     | Nos batailles                          | بلژیک/ · فرانسه                                | گیوم سنز                                   |                                 |
| کفرناحوم (فیلم)                  | کفرناحوم / Kafarnāḥūm                  | لبنان                                          | نادین لبکی                                 |                                 |
| هانا                             | هانا                                   | ایتالیا/ · فرانسه                              | آندرا پالائورو                             |                                 |

### سال ۲۰۲۰
| سال                              | برنده و نامزدها         | عنوان اصلی                            | کشور                             | کارگردان          |
| -------------------------------- | ----------------------- | ------------------------------------- | -------------------------------- | ----------------- |
| 2020 (چهل و پنجمین)              | انگل ( فیلم ۲۰۱۹)       | 기생충 / Gisaengchung                 | کرهٔ جنوبی                        | بونگ جون-هو       |
| 2020 (چهل و پنجمین)              | درد و شکوه              | Dolor y gloria                        | اسپانیا                          | پدرو آلمودوار     |
| 2020 (چهل و پنجمین)              | احمد جوان               | Le Jeune Ahmed                        | بلژیک                            | برادران داردن     |
| 2020 (چهل و پنجمین)              | جوکر (فیلم ۲۰۱۹)        | جوکر (فیلم ۲۰۱۹)                      | ایالات متحده آمریکا              | تاد فیلیپس        |
| 2020 (چهل و پنجمین)              | Lola                    | Lola                                  | بلژیک · فرانسه                   | Laurent میشلی     |
| 2020 (چهل و پنجمین)              | روزی روزگاری در هالیوود | روزی روزگاری در هالیوود               | ایالات متحده آمریکا              | کوئنتین تارانتینو |
| 2020 (چهل و پنجمین)              | خائن (فیلم ۲۰۱۹)        | Il traditore                          | ایتالیا                          | مارکو بلوکیو      |
| 2021 (چهل و ششمین)               |                         |                                       |                                  |                   |
| یک دور دیگر (فیلم)               | "مست"                   | دانمارک                               | توماس وینتربرگ                   |                   |
| ۱۹۱۷ (فیلم ۲۰۱۹)                 | ۱۹۱۷ (فیلم ۲۰۱۹)        | بریتانیا/ · ایالات متحده آمریکا       | سم مندس                          |                   |
| بدن مسیح (فیلم)                  | Boże Ciało              | لهستان/ · فرانسه                      | یان کوماسا                       |                   |
| آب‌های تیره (فیلم)                | آب‌های تیره (فیلم)       | ایالات متحده آمریکا                   | تاد هینز                         |                   |
| باکره مرداد                      | La virgen de agosto     | اسپانیا                               | خناس تروئبا                      |                   |
| 2022 (چهل و هفتم)                | ' پدر (فیلم ۲۰۲۰)       | ' پدر (فیلم ۲۰۲۰)                     | بریتانیا                         | فلوریان زلر       |
| 2022 (چهل و هفتم)                | کوپه شماره ۶            | Hytti nro 6                           | فنلاند/ · روسیه                  | یووهو کاسمانن     |
| 2022 (چهل و هفتم)                | ماشینم را بران          | ドライブ・マイ・カー / Doraibu mai kā | ژاپن                             | ریوسوکی هاماگوچی  |
| 2022 (چهل و هفتم)                | اولین گاو               | اولین گاو                             | ایالات متحده آمریکا              | کلی رایکارد       |
| 2022 (چهل و هفتم)                | متری شیش و نیم          | متری شیش و نیم / Metri Shesh-o Nim    | ایران                            | سعید روستایی      |
| 2022 (چهل و هفتم)                | مادران موازی            | Madres paralelas                      | اسپانیا                          | پدرو آلمودوار     |
| 2022 (چهل و هفتم)                | بدترین آدم دنیا         | Verdens verste menneske               | نروژ                             | یواکیم تری‌یر      |
| 2023 (چهل و هشتم)                | جانوران                 | به عنوان bestas                       | اسپانیا / فرانسه                 | رودریگو سوروگوین  |
| 2023 (چهل و هشتم)                | پسری از بهشت            | پسری از بهشت                          | سوئد                             | طارق صالح         |
| 2023 (چهل و هشتم)                | نزدیک (فیلم ۲۰۲۲)       | نزدیک (فیلم ۲۰۲۲)                     | بلژیک                            | لوکاس دونت        |
| 2023 (چهل و هشتم)                | ئیو                     | ئیو                                   | لهستان                           | یژی اسکلیموفسکی   |
| 2023 (چهل و هشتم)                | مثلث غم                 | مثلث غم                               | سوئد                             | روبن اوستلوند     |
| 2024 چهل و نهمین دوره جوایز سزار | طبیعت عشق               | Comme ساده Sylvain                    | کانادا / فرانسه                  | مونیا شکری        |
| 2024 چهل و نهمین دوره جوایز سزار | برگهای افتاده           | Kuolleet lehdet                       | فنلاند / · آلمان                 | آکی کائوریسماکی   |
| 2024 چهل و نهمین دوره جوایز سزار | ربوده‌شده (فیلم ۲۰۲۳)    | راپیتو                                | ایتالیا                          | مارکو بلوکیو      |
| 2024 چهل و نهمین دوره جوایز سزار | اوپنهایمر (فیلم)        | اوپنهایمر (فیلم)                      | ایالات متحده آمریکا / · بریتانیا | کریستوفر نولان    |
| 2024 چهل و نهمین دوره جوایز سزار | روزهای عالی             | パーフェクト・デイズ                  | ژاپن / · آلمان                   | ویم وندرس         |